# Buigmoment

Eenvoudig gesteunde balk, gevraagd om aan buiging door gelijkmatig verdeelde belasting.

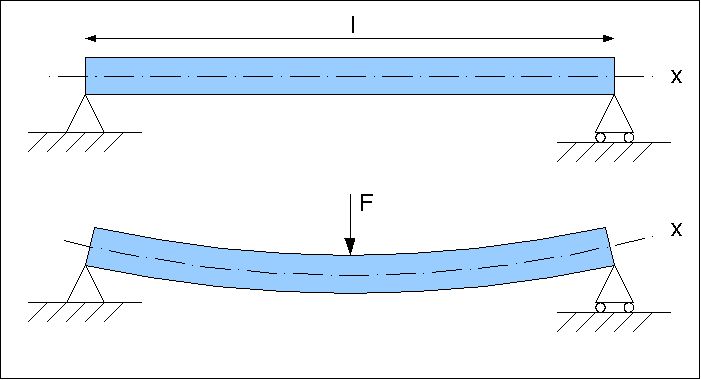
Buiging van een eenvoudig gesteunde balk.

Een buigmoment of buigend moment ontstaat in een constructiedeel wanneer hierop een krachtenkoppel (moment) wordt toegepast zodat dit verbogen wordt. De momenten en de torsies worden uitgedrukt als kracht (in de eenheid newton) vermenigvuldigd met de loodrechte afstand waarop die kracht werkt (in de eenheid meter). Een buigmoment wordt in newtonmeter (Nm) uitgedrukt.
Wanneer een buigend moment in een constructiedeel aanwezig is, veroorzaakt het hierin zowel trek- als drukkrachten. Deze nemen evenredig toe met het buigmoment, maar zijn ook afhankelijk van het tweede moment van de dwarsdoorsnede van het structurele element. Een blijvende buiging in het materiaal zal optreden wanneer het buigend moment een trekkracht veroorzaakt die groter is dan de (elastische) weerstand van het materiaal.
Het buigmoment bij een sectie door een structureel element kan gedefinieerd worden als "de som van de momenten over het deel van alle externe krachten die aan de ene kant van de sectie aangrijpen". De krachten en de momenten aan beide kanten van de sectie moeten gelijk zijn om elkaar tegen te gaan en om een evenwicht te handhaven.
De momenten worden berekend door de externe vectorkrachten (ladingen of reacties) met de vectorafstand te vermenigvuldigen waarbij zij worden toegepast. Bij de analyse van een volledig element is het verstandig de momenten te berekenen aan beide uiteinden van het element, in het begin, in het midden en op het einde van een gelijkmatig verdeelde belasting en direct onder elke puntlast. Uiteraard staan "scharnieren" binnen een structuur vrije rotatie toe, en treedt er op deze punten een moment gelijk aan nul op aangezien er geen manier is om draaiende krachten van één kant over te brengen naar een andere.
Als de buigende momenten klokwijs mee negatief worden genomen, dan zal een negatief buigend moment binnen een element verzakking veroorzaken, en een positief moment zal stijging veroorzaken. Het is daarom duidelijk dat een punt met nul buigmoment binnen een balk een punt is van contraflexure, dit is de punt van de overgang van hoog (stijging) naar laag (verzakking) of omgekeerd.
De kritische waarden binnen de balk worden meestal geannoteerd met behulp van een buigmomentdiagram, waar negatieve momenten op schaal zijn uitgezet boven een horizontale lijn en de positieve hieronder. Buigmoment varieert lineair over onbelaste afdelingen, en parabolisch over gelijkmatig belaste afdelingen.
Het concept buigend moment is van belang in de sterkteleer, een onderdeel van de mechanica. Berekeningen van buigmomenten worden veel uitgevoerd bij constructies.